# Коада Изворулуј (Дамбовица)
Коада Изворулуј (рум. Coada Izvorului) насеље је у Румунији у округу Дамбовица у општини Петрешти. Oпштина се налази на надморској висини од 168 m.

## Становништво
Према подацима из 2002. године у насељу је живело 336 становника, од којих су сви румунске националности.